# Physematium scopulinum
Physematium scopulinum — вид родини вудсієвих (Woodsiaceae), поширений у Північній Америці.

## Підвиди, ареали
Physematium scopulinum:
- Physematium scopulinum subsp. scopulinum — США (Аляска, Каліфорнія, Колорадо, Айдахо, Монтана, Невада, Орегон, Юта, штат Вашингтон, Вайомінг); Канада (Альберта, Британська Колумбія, Манітоба, Саскачеван, Юкон)
- Physematium scopulinum subsp. appalachianum — США (Арканзас, Джорджія, Кентуккі, Північна Кароліна, Оклахома, Теннессі, Вірджинія, Західна Вірджинія)
- Physematium scopulinum subsp. laurentianum — США (Аризона, Каліфорнія, Колорадо, Айдахо, Міннесота, Монтана, Невада, Орегон, Південна Дакота, Юта, штат Вашингтон, Вайомінг); Канада (Альберта, Британська Колумбія, Онтаріо, Квебек)